# Moraxella
Moraxella è un genere di batteri Gram-negativi della famiglia delle Moraxellaceae che prende il nome dall'oftalmologo svizzero Victor Morax. Morfologicamente si presentano come corti bacilli o coccobacilli disposti in corte catene o in coppie. Sono ossidasi e catalasi positivi ed aerobi obbligati. La classificazione di questi batteri è molto complessa e cambia spesso.
Le principali specie sono M.lacunata, M.phenylpiruvica, M.osloensis, M.nonliquefaciens e M. urethralis. Questi ultimi due possono essere confusi con Neisseria gonorrhoeae.

## Moraxella catarrhalis
La principale specie coinvolta in patologie è Moraxella (Branhamella) catarrhalis commensale dell'uomo, riscontrabile nel rino-faringe, talvolta causa di sinusite, otite media e, raramente, affezioni respiratorie profonde e meningiti.
Producendo beta-lattamasi è poco sensibile agli antibiotici beta-lattamici, mentre sono efficaci numerosi aminoglicosidi e chinolonici.